# Festival Latinoamericano de Instalación de Software Libre
Das Festival Latinoamericano de Instalación de Software Libre (FLISoL) ist eine jährlich am vierten Aprilsamstag in mehreren Städten Lateinamerikas stattfindende Veranstaltung zum freien Betriebssystem Linux und freier Software allgemein. Sie soll der Verbreitung von freier Software und der Vernetzung von deren Nutzern und Entwicklern dienen. Neben einer großen Installationsparty finden in ihrem Rahmen auch Präsentationen, Vorträge und Workshops statt. Sie wird von lokalen Freie-Software-Organisationen wie Linux User Groups veranstaltet. Es ist die weltweit größte Veranstaltung ihrer Art. Sie findet seit 2005 jeweils dezentral an mehreren Orten gleichzeitig statt. 2005 nahmen 8.000 Menschen an der bislang größten Installationsparty teil. 2008 nahmen über 200 Städte aus 18 Ländern teil.